# Marussia F1 Team
Marussia F1 Team fue una escudería de Fórmula 1 que formó parte de la categoría desde la temporada 2012 hasta la temporada 2015, donde fue reemplazada por Manor. Estuvo controlada por la empresa Marussia Motors, tras adquirir dicha sociedad del antiguo equipo británico Virgin Racing, que ya corrió en 2011 bajo bandera rusa y con el patrocinio de Marussia Motors.
De cara a su primera temporada dentro de la F1 el equipo ruso mantuvo los motores Cosworth implementados por su antecesor Virgin, y mantuvo áreas del desarrollo del monoplaza en asociación con McLaren, buscando así mejorar los resultados conseguidos por sus antepasados. Las mismas consisten en la utilización de las instalaciones del equipo inglés, incluyendo el desarrollo del túnel de viento.

## Historia

### Temporada 2012
La escudería confirmó la continuidad de Timo Glock, que había renovado a largo plazo con Virgin Racing, como primer piloto; así como el fichaje del joven piloto francés Charles Pic, de 21 años y sin experiencia dentro de la máxima categoría del automovilismo, como su compañero de equipo. Como pilotos probadores, ficharon a la española María de Villota, sustituida tras su accidente por el joven Max Chilton. Por otra parte, el diseño del coche estuvo a cargo de Pat Symonds.
Su nuevo monoplaza, el MR01, no pasó las pruebas de choque a tiempo y el equipo tuvo que debutar en Australia sin haber probado el coche en ninguna prueba oficial, ya que sus pilotos rodaron con el coche de 2011 y sólo probaron el nuevo en un evento privado.
A pesar de llegar a Australia prácticamente sin probar el Marussia MR01, el equipo consigue superar el 107% en clasificación y llegar en 14.º y 15.º puesto en carrera. Estos buenos resultados les hicieron conservar el 10.º puesto en constructores durante las primeras pruebas, pero poco a poco se ven alcanzados por HRT y Caterham les quita la 10.ª plaza del campeonato de escuderías. Sin embargo, en carrera todavía mantienen a raya a los HRT y así siguen en 11.º puesto en el mundial de constructores, con dos decimocuartos lugares como mejor resultado en un GP. En un accidentado GP de Singapur, Timo Glock da la sorpresa al terminar en 12.º puesto y así permite a Marussia superar a Caterham en el mundial. Sin embargo, la escudería malaya recuperó esa posición gracias a una 11.ª plaza en la última carrera, dejando finalmente a Marussia penúltima en el campeonato.

### Temporada 2013
Tras la marcha de Charles Pic, Max Chilton (4.º clasificado en la GP2 Series) fue contratado como nuevo compañero de equipo de Timo Glock. Pero en enero de 2013, Glock y Marussia anunciaron la terminación de su contrato por mutuo acuerdo, a causa de la actual coyuntura económica que motiva a la escudería para tomar esta decisión en busca de su supervivencia. En su lugar llegó Luiz Razia, también proveniente de la GP2. Sin embargo, tras sólo 23 días, la escudería rescindió su contrato con el brasileño (al parecer por impagos de sus patrocinadores) y contrató a Jules Bianchi. El piloto de pruebas es Rodolfo González. Este año, el equipo angloruso espera alcanzar a las escuderías establecidas.
El comienzo de 2013 fue esperanzador para Marussia, ya que se mostraron más competitivos que Caterham, especialmente de la mano de Jules Bianchi, cuyo 13.º puesto en Malasia permite al equipo acceder a la 10.ª posición del campeonato. Tras quedar por delante de Caterham en 5 de las 7 primeras carreras, la escudería anglomalaya va limando las distancias con Marussia (cuya última actualización aerodinámica con cierta entidad llegó en Barcelona) y se sitúan a un nivel similar a media temporada.
El 16 de julio, Marussia confirma que usará motores Ferrari a partir de 2014, mientras que Pat Symonds abandona la escudería para incorporarse a Williams.
Finalmente, la escudería anglo-rusa consigue superar a Caterham en el campeonato de constructores, terminando en 10.º y penúltimo puesto.

### Temporada 2014

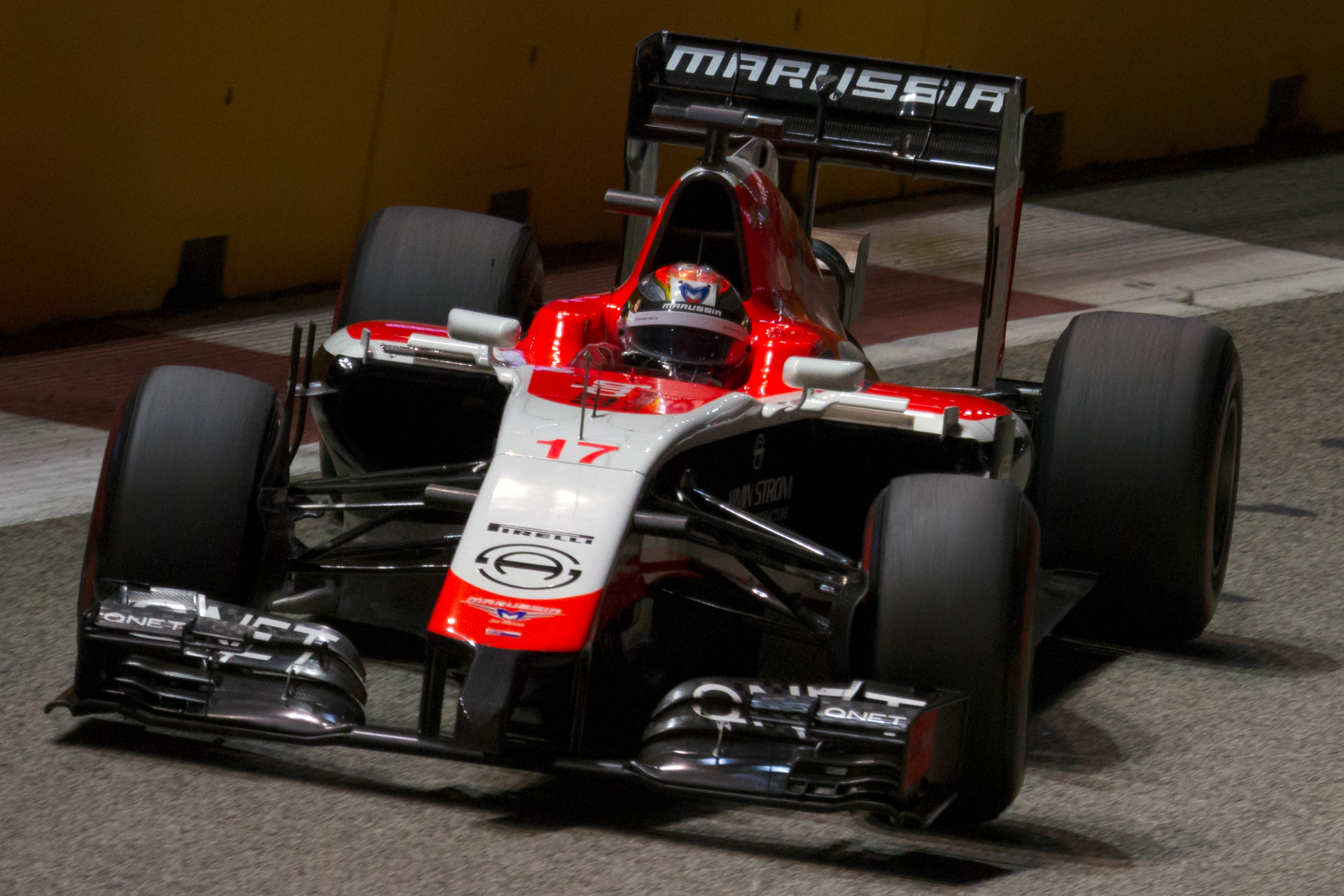
Jules Bianchi con el Marussia MR03 en el Gran Premio de Singapur (2014). En la siguiente fecha del campeonato (Japón) sufriría un accidente que meses después le costaría la vida.

Tanto Jules Bianchi como Max Chilton fueron confirmados para 2014.
En el GP de Mónaco, Marussia logró los primeros (y a la postre únicos) puntos de su historia gracias a la 9.ª posición de Bianchi, convirtiéndose así en el primer constructor ruso que consigue puntuar en la máxima categoría.
En el GP de Bélgica, Alexander Rossi fue nombrado para sustituir a Max Chilton debido a problemas contractuales con el piloto británico, pero finalmente el equipo hizo marcha atrás.
En el GP de Japón, Jules Bianchi sufrió un fuerte accidente al estrellarse contra una grúa, lo que le provocó graves lesiones en la cabeza, y posteriormente su muerte nueve meses después. Su asiento no fue ocupado por respeto al piloto en la siguiente carrera, el GP de Rusia.
La complicada situación económica del equipo, que entra en concurso de acreedores, hace que reciba un permiso especial de Bernie Ecclestone para ausentarse en Estados Unidos y Brasil a la espera de encontrar un comprador que asegure su supervivencia.

### Temporada 2015
Manor Motorsport compró derechos del equipo en 2015 y se confirmó la participación en la temporada como Manor Marussia F1 Team, pero Marussia siguió siendo constructor de los coches. Sus pilotos titulares fueron Will Stevens y Roberto Merhi y usaron una versión "B" del coche anterior. En 2016, el equipo finalmente pasó a denominarse Manor Racing.

## Monoplazas
La siguiente galería muestra los tres modelos utilizados por Marussia F1 Team en Fórmula 1.